# Hayward R. Alker

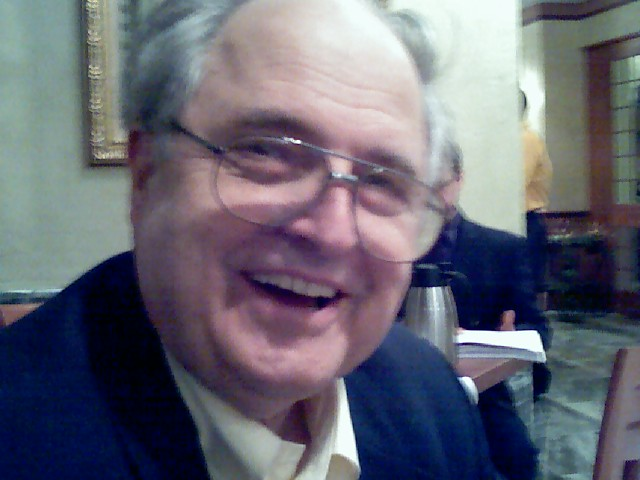
Professor Hayward Alker auf der 2007 ISA Convention

Hayward Rose Alker (* 3. Oktober 1937 in New York City; † 24. August 2007 in Providence) war ein US-amerikanischer Politikwissenschaftler, der zuletzt als Professor an der University of Southern California forschte und lehrte. Sein Fachgebiet waren die Internationalen Beziehungen. 1992/93 amtierte er als Präsident der International Studies Association (ISA)
Alker machte 1959 am Massachusetts Institute of Technology (MIT) einen Bachelor-Abschluss in Mathematik. 1960 und 1963 folgten das Master-Examen und die Promotion in Politikwissenschaft an der Yale University. Den größten Teil seiner Karriere verbrachte er am MIT, wo er 1968 Professor für Politikwissenschaft wurde. 1995 wechselte er an die University of Southern California und wurde John A. McCone Professor für Internationale Beziehungen.
Als Mitglied der Quäker hatte seine Interpretation der Internationalen Beziehungen einen pazifistischen Hintergrund. In der Lehre verfolgte er einen interdisziplinären Ansatz und verknüpfte Mathematik mit Sozialwissenschaft.
Alker war mit der Politikwissenschaftlerin J. Ann Tickner verheiratet.

## Schriften (Auswahl)
- Journeys Through Conflict. Rowman & Littlefield, Lanham 2001, ISBN 978-0-7425-1028-9
- Herausgegeben mit Michael J. Shapiro: Challenging boundaries. Global flows, territorial identities. University of Minnesota Press, Minneapolis 1996, ISBN 0816626987.
- Rediscoveries and reformulations. Humanistic methodologies for international studies. Cambridge University Press, New York 1996, ISBN 0521461308.
- Herausgegeben mit Karl W. Deutsch und Antoine H. Stoetzel: Mathematical approaches to politics. Elsevier Scientific Pub. Co., New York/Amsterdam 1973, ISBN 0444410503.
- Mathematics and politics.Macmillan, New York 1965.